# Jörg Koopmann
Jörg Koopmann (est un photographe allemand né le 10 mars 1968 à Munich en Allemagne.

## Biographie
Il fait ses études de photographie à l'Académie publique de composition photographique à Munich et est diplômé en 1993 avec son mémoire (appelé Diplomarbeit) à photojournalisme chez professeur Dieter Hinrichs. De 1994 à 1996, il a travaillé comme photographe de la galerie municipale de la Lenbachhaus à Munich. Depuis 1997, il travaille la plupart du temps indépendant, en particulier dans le photojournalisme et portrait. En 1997, il a aussi fondé le « glossy »-forum de photographie à Munich avec Marek Vogel, qu'il gère aujourd'hui avec Martin Fengel.

## Travaux
Accent de ses travaux est photojournalisme et photographie de voyage. À côté de ses photographies artistiques et ses travaux pour des médias imprimés, Koopmann fut populaire avec ses photos en magazines comme le ZEIT-Magazine du Die Zeit, le SZ-Magazine du Süddeutsche Zeitung, le Tages-Anzeiger de la Suisse, Wallpaper+Line (Londres), Spex et des autres.
En outre, il a participé à beaucoup d'expositions nationales et internationales. Il ne décrit pas ses travaux, mais il les laisse agir eux-mêmes.